# Dette publique du Canada
La dette publique du Canada, communément appelée « dette publique » ou « dette nationale » représente l'argent dû par le Gouvernement du Canada aux détenteurs de valeurs mobilières du trésor public Canadien. La dette brute est la dette nationale plus la dette intragouvernementale ou les dettes tenues en fiducie. 
Le déficit annuel réfère à la différence entre les revenus et les dépenses du gouvernement sur une année.
Le Canada a été présenté en modèle d’une réforme de l'État réussie et d’une gestion rigoureuse de sa dette publique. Certains critiquent cependant les objectifs de déficit zéro implantés aux niveaux fédéraux et provinciaux pour avoir mené à des conséquences économiques et sociales négatives tels que l'exode de capitaux ou des coupures dans les services publics.

## Historique de la dette publique

### Dette fédérale
La dette fédérale du Canada apparaît avec la création de la confédération canadienne en 1867. Le gouvernement fédéral assume alors la dette des gouvernements provinciaux en échange de leurs sources de revenu.
En valeur absolue, la dette s'est accrue de 5 % à 10 % par an entre 1945 et 1975. Durant les dix premières années suivant la fin de la seconde Guerre mondiale, les dépenses militaires pèsent encore sur le budget fédéral (42 % en 1952, 38 % en 1955) car c'est l’époque de la guerre de Corée et le début de la guerre froide. Après 1955, la construction de l’état-providence fait passer les dépenses sociales (sécurité de la vieillesse, assurance-maladie, assurance-emploi) au premier plan. Bien que deux-tiers des budgets entre 1946 et 1973 aient été déficitaires, la dette relative au produit intérieur brut (PIB) est passée de 113 % à 14 % entre ces dates car le Canada, comme l'occident en général, connaît un boom économique.
En 1973, le premier choc pétrolier inaugure une période de chômage de masse et d'inflation croissante. L'augmentation des dépenses gouvernementales, dans le cadre d'une politique de relance, font enfler la dette de plus de 20 % par an pour atteindre un maximum de 583 milliards de dollars en 1996. Dans le même temps, le ralentissement de la croissance économique, marqué par deux récessions (1980 et 1990), et l'augmentation des taux d’intérêt, font augmenter la dette fédérale jusqu'à 74 % du PIB en 1995.
À la suite d'une politique de rigueur initiée en 1994 (et notamment mise en œuvre par le budget fédéral de 1995), inspirée des principes du libéralisme économique, la dette fédérale nette retombe à 32 % du PIB en 2008. La part des dépenses publiques fédérales dans le PIB passe de 19 % à 12 %, les dépenses publiques totales baissant d’environ 10 % entre 1992 et 2004. Ainsi, entre 1997 et 2008, 105 milliards de dollars sont remboursés grâce à une série d'excédents budgétaires. L'objectif officiel était de descendre à 25 % du PIB vers 2015 et même avant, pour faire face au vieillissement de la population.
La Grande Récession de 2008 remet cet objectif en question en entraînant l'augmentation de la dette fédérale à la suite de déficits budgétaires importants (55,6 milliards en 2009, 33 milliards en 2010). En 2012, la dette fédérale remonte à 38 % du PIB. La croissance de la dette ralentie ensuite et, en 2015, son poids par rapport au PIB retrouve le niveau d'avant la crise financière et avec un coût de service de la dette inférieur de moitié.
Les mesures d'aides à la population et aux entreprises (en) mises en place durant pandémie de Covid-19 accroissent le déficit budgétaire du gouvernement fédéral (327 milliards en 2020,  90 milliards en 2021) et font croître rapidement la dette fédérale entre 2019 et 2023. Au même moment, le poids de la dette dans le budget atteint un niveau historiquement bas à 6 % des revenus. 
| Année fiscale | Milliards $ | Milliards $ (2022) | % du PIB | Coût % des revenus |
| ------------- | ----------- | ------------------ | -------- | ------------------ |
| 1867          | 0,075       |                    |          |                    |
| 1870          | 0,078       |                    | 20       |                    |
| 1880          | 0,152       |                    | 32       |                    |
| 1890          | 0,237       |                    | 35       |                    |
| 1900          | 0,265       |                    | 29       |                    |
| 1910          | 0,336       |                    | 17       |                    |
| 1920          | 2,24        | 30                 | 44       | 26,4               |
| 1930          | 2,17        | 35                 | 38       | 27,3               |
| 1940          | 3,27        | 62                 | 49       | 11,6               |
| 1950          | 11,6        | 141                | 63       | 15,1               |
| 1960          | 12,1        | 117                | 32       | 12,2               |
| 1970          | 16,9        | 125                | 19       | 11,5               |
| 1980          | 68,6        | 239                | 23       | 15,7               |
| 1985          | 191         | 458                | 41       | 24,8               |
| 1990          | 358         | 692                | 54       | 29,3               |
| 1995          | 546         | 935                | 74       | 26,4               |
| 2000          | 564         | 894                | 53       | 24,6               |
| 2005          | 549         | 771                | 40       | 16                 |
| 2007          | 523         | 702                | 34       | 14,2               |
| 2009          | 525         | 690                | 34       | 11,9               |
| 2010          | 616         | 795                | 36       | 12                 |
| 2012          | 650         | 797                | 38       | 11,8               |
| 2014          | 682         | 816                | 38       | 9,5                |
| 2016          | 693         | 809                | 38       | 7,5                |
| 2018          | 758         | 851                | 39       | 7                  |
| 2019          | 772         | 850                | 39       | 7                  |
| 2020          | 812         | 896                | 43       | 7,3                |
| 2021          | 1 149       | 1 236              |          | 6,4                |
| 2022          | 1 238       | 1 238              |          | 5,9                |

### Dette publique des multiples échelons territoriaux
Le Canada a une structure fédérale, avec des budgets autonomes à plusieurs échelons. En conséquence la dette publique du Canada est calculée en agrégeant les dettes des collectivités publiques de tous les échelons, de la fédération jusqu'aux municipalités en passant par les provinces. Cette dette publique nette selon la nouvelle définition de 2002, est passée de 800 milliards en 2001 à 791 milliards en 2005. Cette stabilité en valeur s'est traduite par un poids bien plus faible en comparaison du PIB.
Par la suite, la dette publique du Canada a considérablement augmenté en valeur avec la crise financière mondiale de la fin des années 2000, passant à 1 437 milliards de dollars canadiens en 2011, mais connaissant sur cette même période une excellente stabilité en poids aux alentours de 85 % du PIB grâce à la forte hausse du PIB permise notamment par la hausse du prix du pétrole et autres matières premières dont le Canada est  producteur. Les provinces sont alors globalement, comme le niveau fédéral, en excédent primaire, en revanche les municipalités s'endettent de plus en plus.
| Province             | Province        | 1981    | 1985    | 1990     | 1995     | 2000     | 2005     | 2010     | 2015     | 2020     |
| -------------------- | --------------- | ------- | ------- | -------- | -------- | -------- | -------- | -------- | -------- | -------- |
| Ontario              | Montant courant | 13,7 M$ | 28,9 M$ | 38,4 M$  | 101,9 M$ | 132,5 M$ | 152,7 M$ | 214,5 M$ | 295,3 M$ | 353,3 M$ |
| Ontario              | Part du PIB     | 10,4 %  | 13 %    | 12,5 %   | 28,6 %   | 32,3 %   | 26,6 %   | 32,3 %   | 40,5 %   | 39,6 %   |
| Québec               | Montant courant | 12,5 M$ | 25,7 M$ | 37,5 M$  | 61,6 M$  | 88,2 M$  | 104,7 M$ | 159,3 M$ | 194,5 M$ | 183,8 M$ |
| Québec               | Part du PIB     | 15,2 %  | 20,8 %  | 22,9 %   | 33 %     | 41,3 %   | 36,3 %   | 48 %     | 51,7 %   | 40 %     |
| Colombie-Britannique | Montant courant | −1,4 M$ | 2,6 M$  | 6,3 M$   | 12,2 M$  | 23,1 M$  | 27,0 M$  | 32,3 M$  | 39,6 M$  | 45,2 M$  |
| Colombie-Britannique | Part du PIB     | −3,1 %  | 4,7 %   | 7,8 %    | 11,3 %   | 18,4 %   | 17,2 %   | 15 %     | 15,9 %   | 14,7 %   |
| Alberta              | Montant courant | −8,2 M$ | −7,2 M$ | −2,29 M$ | 12,7 M$  | 2,07 M$  | −17,9 M$ | −27,3 M$ | −13 M$   | 40,1 M$  |
| Alberta              | Part du PIB     | −15,1 % | −11,2 % | −3,3 %   | 8,2 %    | −2,2 %   | −10,5 %  | −11,1 %  | −3,5 %   | 11,4 %   |

## Calcul de la dette
Le Canada a changé de mode de calcul en 2002-2003 pour la dette nette. Avant, c'était le total du passif moins le total des actifs, mais maintenant, c'est le total du passif moins les actifs financiers. Le nouveau calcul conduit donc à une dette nette plus élevée. Dans sa communication, le gouvernement préfère donc la notion de "déficit accumulé", qui correspond à l'ancienne définition de la dette nette, mais il convient de vérifier à quelle notion un chiffre donné fait référence.